# Calyptranthes brasiliensis
Calyptranthes brasiliensis är en myrtenväxtart som beskrevs av Spreng.. Calyptranthes brasiliensis ingår i släktet Calyptranthes och familjen myrtenväxter. Inga underarter finns listade i Catalogue of Life.